# Bolintin-Vale
Bolintin-Vale (rumænsk udtale: [bolinˌtin ˈvale]) er en by i distriktet Giurgiu i Muntenien, Rumænien med et indbyggertal på 12.806 (2021). Byen administrerer tre landsbyer: Crivina, Malu Spart og Suseni. Det er den næststørste by i distriktet; nærheden til hovedstaden Bukarest har hjulpet den lokale økonomi. Den blev officielt en by i 1989, som følge af Rumæniens landdistriktsreform.
Bolintin-Vale er hovedsageligt befolket af etniske rumænere, som udgør 79,2 % af befolkningen, selv om der er et betydeligt Romamindretal (19,8 %). Faktisk er Bolintin-Vale den rumænske by med den tredjestørste procentdel af romaer. Mange af romaerne er flygtninge fra nabokommunen Bolintin-Deal, som bosatte sig her efter etniske sammenstød i 1991.

## Beliggenhed
Bolintin-Vale ligger på den Valakiske slette på den venstre bred af floden Argeș. Distriktets hovedstad Giurgiu ligger ca. 65 km mod sydøst og den nationale hovedstad Bukarest 25 km øst for Bolintin-Vale.